# Васильев, Александр Михайлович (конструктор)
Александр Михайлович Васильев (28 декабря 1928 с. Хохлы, современная Курганская область — 30 июля 2006, Санкт-Петербург) — советский российский конструктор минных противолодочных комплексов, лауреат Государственной премии СССР (1978).

## Биография
Родился 28 декабря 1928 г. в селе Хохлы Хохловского сельсовета Шумихинского района Челябинского округа Уральской области.
Окончил конструкторский факультет Ленинградского корабельного института (1952) и был направлен в НИИ-400. В 1953 г. переведён в новый 7-й отдел (создание защиты гидроэлектростанций от мин, торпед и рикошетирующих авиабомб), старший инженер. Руководил постройкой баллистической лаборатории и проведением лабораторных испытаний. Одновременно учился в аспирантуре и в 1961 году защитил кандидатскую диссертацию.
С 1961 г. главный конструктор темы Б-ХII-36 (создание сетевого противолодочного агрегата для постановки в автоматическом режиме со специального надводного сетевого заградителя (проект 317) сетевых противолодочных заграждений протяженностью до 11 км). За два года завершил работу, начатую ещё 5 лет до его назначения.
С июня 1963 г. начальник головного минного отдела НИИ-400. С 1965 г. главный конструктор — руководитель группы.
С 2001 года на пенсии.
Умер 30 июля 2006 г. в Санкт-Петербурге.

## Награды
В 1978 г. за разработку минных противолодочных комплексов ПМР-1 и ПМТ-1 присуждена Государственная премия СССР (в составе коллектива). Награждён орденами Ленина, Трудового Красного Знамени, «Знак Почёта» и медалями.